# Dictyonemobius lateralis
Dictyonemobius lateralis är en insektsart som beskrevs av Lucien Chopard 1951. Dictyonemobius lateralis ingår i släktet Dictyonemobius och familjen syrsor. Inga underarter finns listade i Catalogue of Life.